# Spintherophyta arizonensis
Spintherophyta arizonensis är en skalbaggsart som beskrevs av Schultz 1976. Spintherophyta arizonensis ingår i släktet Spintherophyta och familjen bladbaggar. Inga underarter finns listade i Catalogue of Life.